# Tadahiro Nomura
Pour les articles homonymes, voir Nomura.
Tadahiro Nomura (野村 忠宏, Nomura Tadahiro), né le 10 décembre 1974 à Kōryō, est un judoka japonais combattant dans la catégorie des poids super-légers (moins de 60 kg), la plus légère chez les seniors. Il est le premier judoka à avoir remporté trois titres de champion olympique en individuel, record égalé par Teddy Riner lors des JO de Paris 2024. Il est le neveu de Toyokazu Nomura.

## Biographie
Il a été formé à l’Université Tenri de la préfecture de Nara, dont est issu aussi Shohei Ōno.
Sélectionné dans la dense équipe nippone de judo aux Jeux olympiques de 1996 à Atlanta, il remporte la médaille d'or contre l'Italien Girolamo Giovinazzo alors que son palmarès n'affichait jusqu'ici qu'une victoire en coupe du monde et une médaille mondiale chez les juniors. Il enchaîne l'année suivante sur un titre mondial senior à Paris lors de sa première participation aux championnats du monde, puis un titre mondial par équipe en 1999. Lors des Jeux olympiques de Sydney en 2000, le Japonais réussit à se qualifier pour la finale contre le Sud-coréen Bu-Kyung Jung, il bat ce dernier après seulement 14 secondes de combat sur ippon et conserve son titre acquis quatre ans auparavant. Malgré plus de deux années d'inactivité, il revient en 2003 pour se préparer à la conquête d'un troisième titre olympique. Une médaille de bronze aux championnats du monde et une victoire au Tournoi de Paris et le Japonais gagne sa sélection pour les Jeux olympiques d'Athènes. Lors de la compétition, il se qualifie pour la finale contre le Géorgien Nestor Khergiani ; le Nippon l'emporte et décroche alors son troisième titre olympique consécutif. Il devient alors le premier judoka à réaliser cet exploit et s'extirpe du groupe des doubles champions olympiques de judo : Waldemar Legien, Hitoshi Saito, David Douillet ou Ryoko Tani. Définitivement entré dans l'histoire de son sport par son palmarès, Tadahiro Nomura tente de gagner sa sélection pour ses quatrièmes Jeux olympiques et prétendre au gain d'une quatrième couronne. Il effectue son retour à la compétition en mars 2006 en obtenant un succès dans un tournoi disputé à Prague. Champion du Japon en 2007, il est battu en demi-finale de cette même compétition l'année suivante par son jeune compatriote Daisuke Asano et voit donc la place de titulaire pour les Jeux olympiques de Pékin lui échapper au profit de Hiroaki Hiraoka,.
En 2013, Tadahiro Nomura revient à la compétition pour l'open de Suisse où il y termine premier. Il bat en finale le suisse Ludovic Chammartin vice-champion d'Europe 2013.
Le 21 août 2021, avec Aki Taguchi et Satomi Ishihara, il allume la flamme paralympique lors de la cérémonie d'allumage des jeux paralympiques de Tokyo 2020.

## Palmarès

### Jeux olympiques
- Jeux olympiques de 1996 à Atlanta (États-Unis) :
  -  Médaille d'or dans la catégorie des poids super-léger (-60 kg).
- Jeux olympiques de 2000 à Sydney (Australie) :
  -  Médaille d'or dans la catégorie des poids super-léger (-60 kg).
- Jeux olympiques de 2004 à Athènes (Grèce) :
  -  Médaille d'or dans la catégorie des poids super-léger (-60 kg).

### Championnats du monde
- Championnats du monde 1997 à Paris (France) :
  -  Médaille d'or dans la catégorie des poids super-léger (-60 kg).
- Championnats du monde 2003 à Osaka (Japon) :
  -  Médaille de bronze dans la catégorie des poids super-léger (-60 kg).

### Divers
- Tournoi de Paris (France) :
  -   2 victoires en 2000 et 2004 dans la catégorie des poids super-léger (-60 kg).
- Tournoi de Prague (République tchèque) :
  -  1 victoire en 2006 dans la catégorie des poids super-léger (-60 kg).